# Archimédien

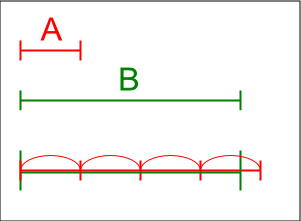
Représentation graphique de l'axiome d'Archimède. Le segment A est répété quatre fois afin de dépasser le segment B.

À l'origine, l'énoncé de l'axiome d'Archimède est le suivant : « Pour deux grandeurs inégales, il existe toujours un multiple entier de la plus petite, supérieur à la plus grande. » Une structure algébrique est dite archimédienne si ses éléments vérifient une telle propriété.
Intuitivement, la propriété d'Archimède indique que pour deux valeurs, la plus grande pourra toujours être mesurée à l'aune de la plus petite : en ajoutant un nombre fini de fois la plus petite valeur, on finira toujours par dépasser la plus grande. 
À l'inverse, si la propriété d'Archimède n'est pas vérifiée, alors il existe des grandeurs totalement incommensurables : par exemple, dans un ensemble contenant des infinitésimaux, on ne pourra jamais atteindre une grandeur finie par une somme de valeurs infiniment petites.

## Groupe
Un groupe totalement ordonné (G, +, ≤) est dit archimédien si pour tous éléments a et b de G vérifiant 0 < a < b, il existe un entier naturel n tel que na > b.
Formellement, cela s'écrit :
L'hypothèse a > 0 est primordiale mais la restriction aux b > a est accessoire : si a > 0 alors pour tous les b ≤ a, l'entier n = 2 convient.
Tout groupe totalement ordonné archimédien se plonge dans (ℝ, +, ≤) — en particulier, il est abélien.

## Anneau
Soit (A, +, ×, ≤) un anneau totalement ordonné.
On dit que (A, +, ×, ≤) vérifie l'axiome d'Archimède ou est archimédien si le groupe ordonné (A, +, ≤) est archimédien.

## Corps
Soit (K, +, ×, ≤) un corps totalement ordonné (cas particulier d'anneau totalement ordonné) donc contenant une copie de ℚ. Une division par a > 0 montre qu'il est archimédien si et seulement si
autrement dit si ℕ n'est pas majoré dans K.
Les propriétés suivantes sont équivalentes, :
1. K est archimédien.
2. Le corps ℚ des rationnels est dense dans K.
3. La suite (1/n) converge vers 0 (pour la topologie de l'ordre).
4. La suite (1/n) converge.
5. K se plonge dans le corps ℝ des réels, c'est-à-dire est isomorphe (en tant que corps ordonné) à un sous-corps de ℝ.
6. Si (A, B) est une coupure de K, alors pour tout ε > 0, il existe a élément de A, et b élément de B, tels que b – a < ε.
7. Toute suite croissante et majorée est de Cauchy.

## Remarques
Cet axiome intervient également comme l'axiome IV,1 du « groupe IV de continuité » dans l'axiomatique de la géométrie euclidienne proposée par Hilbert en 1899. Hilbert montre par exemple que la preuve de l'égalité des aires entre deux parallélogrammes de même base et de même hauteur utilise nécessairement l'axiome d'Archimède.
Hilbert montre également que, dans un corps, si l'on ne suppose pas la multiplication commutative, alors nécessairement, cette commutativité du produit découle du caractère archimédien du corps. Pour montrer que ab = ba, l'idée est de prendre un élément d arbitrairement petit, et d'utiliser le caractère archimédien du corps pour encadrer a entre nd et (n + 1)d et encadrer b entre md et (m + 1)d, pour deux entiers m et n. On utilise cet encadrement pour en déduire un encadrement arbitrairement petit de ab–ba et conclure que cette différence est nulle.
Comme tout corps archimédien, le corps des réels vérifie la « propriété d'Archimède multiplicative » : pour tout réel M et tout réel y > 1, il existe un entier naturel n tel que yn ≥ M (cette propriété est démontrée dans l'article « Suite géométrique »).

## Exemples

### Exemple 1
(ℚ, +, ×, ≤) et (ℝ, +, × ,≤) sont des corps archimédiens, de même que tout corps ordonné intermédiaire : cf. point 5 ci-dessus.

### Exemple 2
Voici un exemple d'anneau non archimédien. Considérons l'anneau ℝ[X] des polynômes sur ℝ. Nous dirons que R > 0 si et seulement si R est non nul et son coefficient dominant est positif, et que P ≤ Q si et seulement si P = Q ou Q − P > 0.
Alors (ℝ[X], +, ×, ≤) est un anneau totalement ordonné, mais qui n'est pas archimédien.
En effet, pour tout entier n, on a X > n. Dans cet anneau ordonné, X est un « infiniment grand ».
Le prolongement canonique de cet ordre au corps des fractions de ℝ[X] est donc un ordre total non archimédien sur ℝ(X), dans lequel 1/X est un « infiniment petit ».

### Exemple 3
Considérons le groupe {\displaystyle \mathbb {Z} \times \mathbb {Z} } muni de l'ordre lexicographique. Alors ce groupe est non archimédien,. Pour tout entier n strictement positif, on a en effet :
0 < n(0, 1) = (0, n) < (1, 0).